# ジャック・ウィリアムズ (フリゲート)
| USS Jack Williams FFG-24 |                                                                           |
| 艦歴                     |                                                                           |
| 発注:                    | 1977年2月28日                                                             |
| 起工:                    | 1980年2月25日                                                             |
| 進水:                    | 1980年8月30日                                                             |
| 就役:                    | 1981年9月19日                                                             |
| 退役:                    | 1996年9月13日                                                             |
| 除籍:                    | 1996年9月13日                                                             |
| その後:                  | バーレーン海軍へ移管                                                      |
| 要目                     |                                                                           |
| 排水量                   | 基準：3,159t                                                              |
| 排水量                   | 満載：4,057t                                                              |
| 全長                     | 445 ft (136 m)                                                            |
| 全幅                     | 45.4 ft (13.8 m)                                                          |
| 吃水                     | 22 ft (6.7 m)                                                             |
| 機関                     | COGAG方式                                                                 |
| 機関                     | LM2500-30 ガスタービンエンジン（20,500shp）×2基                           |
| 機関                     | 可変ピッチプロペラ（5翔）×1軸                                             |
| 機関                     | 非常用旋回式スラスター（350hp）×2基                                       |
| 最大速                   | 29ノット以上                                                              |
| 航続距離                 | 4,500海里（20ノット巡航時）                                               |
| 乗員                     | 206名（士官13名）                                                         |
| 兵装                     | Mk.75 76mm単装速射砲×1基                                                  |
| 兵装                     | Mk.38 25mm単装機関砲×2基                                                  |
| 兵装                     | Mk.15 20mm CIWS×1基                                                       |
| 兵装                     | M2 12.7mm単装機銃×4基                                                     |
| 兵装                     | Mk.13 Mod.4 ミサイル単装発射機×1基 *SM-1MR SAM *ハープーン SSM を発射可能 |
| 兵装                     | Mk.32 Mod.7 3連装短魚雷発射管×2基                                         |
| 艦載機                   | SH-2F シースプライト LAMPS ヘリコプター×1機 ※さらに1機搭載可能            |
| C4ISTAR                  | NTDS（JTDS+リンク 11/14）                                                 |
| C4ISTAR                  | Mk.92 FCS（SM-1MR、76mm砲用）                                             |
| C4ISTAR                  | AN/SQQ-89 ASWCS                                                           |
| センサ                   | AN/SPS-49対空捜索レーダー                                                 |
| センサ                   | AN/SPS-55対水上捜索レーダー                                               |
| センサ                   | AN/SQS-56船底装備ソナー                                                   |
| センサ                   | AN/SQR-19曳航ソナー                                                       |
| 電子戦                   | AN/SLQ-32(V)2 ESM装置                                                     |
| 電子戦                   | Mk.36 デコイ発射装置                                                      |
| モットー:                | Guardez Bien                                                              |

ジャック・ウィリアムズ (英語: USS Jack Williams, FFG-24) は、アメリカ海軍のミサイルフリゲート。オリバー・ハザード・ペリー級ミサイルフリゲートの16番艦。艦名は硫黄島の戦いで戦死し、名誉勲章を受章したジャック・ウィリアムズ一等衛生兵曹（PhM2c）に因む。

## 艦歴
ジャック・ウィリアムズは1977年2月28日にFY77プログラムの一部としてメイン州のバス鉄工所に建造発注され、1980年2月25日に起工する。1980年8月30日に進水し、1981年9月19日に就役した。
ジャック・ウィリアムズは1996年9月13日に退役し、バーレーン海軍に移管、艦名はSabha (90)と改められた。